# 전성비
컴퓨팅에서 와트당 성능(Performance per watt)은 특정 컴퓨터 구조 또는 컴퓨터 하드웨어의 에너지 효율을 측정하는 척도이다. 문자 그대로, 컴퓨터가 소비하는 와트당 제공할 수 있는 계산 속도를 측정한다. 이 속도는 컴퓨팅 시스템을 비교할 때 일반적으로 LINPACK 벤치마크 성능으로 측정된다. 이 방법을 사용하는 예시로는 Green500 슈퍼컴퓨터 목록이 있다. 와트당 성능은 무어의 법칙보다 더 지속 가능한 컴퓨팅 측정 방법으로 제시되었다.
병렬 컴퓨팅 시스템 설계자는 CPU 전원 공급 비용이 CPU 자체 비용을 초과하기 때문에 와트당 성능을 기준으로 CPU를 선택하는 경우가 많다.
우주 비행 컴퓨터는 최대 가용 전력에 대한 엄격한 제한과 최소 실시간 성능에 대한 엄격한 요구 사항이 있다. 따라서 순수 처리 속도보다 처리 속도 대 필요 전력 비율이 더 유용하다.

## 정의
사용되는 성능 및 전력 소비 지표는 정의에 따라 달라진다. 합리적인 성능 측정은 FLOPS, MIPS 또는 모든 성능 벤치마크의 점수이다. 전력 사용량 측정은 측정 목적에 따라 여러 가지 방법이 사용될 수 있다. 예를 들어, 어떤 측정은 기계에 직접 공급되는 전력만을 고려하는 반면, 다른 측정은 냉각 및 모니터링 시스템과 같이 컴퓨터를 실행하는 데 필요한 모든 전력을 포함할 수 있다. 전력 측정은 종종 벤치마크를 실행하는 동안 사용된 평균 전력이지만, 다른 전력 사용량 측정(예: 최대 전력, 유휴 전력)도 사용될 수 있다.
예를 들어, 초기 유니박 I 컴퓨터는 약 0.015 와트초당 연산(초당 1,905 연산(OPS)을 수행하면서 125kW를 소비)을 수행했다. 2005년에 출시된 후지쯔 FR-V VLIW/벡터 프로세서 시스템 온 칩의 4 FR550 코어 변형은 3와트의 전력 소비로 51기가 OPS를 수행하여 170억 와트초당 연산을 달성했다. 이는 54년 동안 1조 배 이상의 개선을 이룬 것이다.
컴퓨터가 사용하는 대부분의 전력은 열로 변환되므로 작업을 수행하는 데 더 적은 와트를 사용하는 시스템은 주어진 작동 온도를 유지하는 데 더 적은 냉각이 필요하다. 냉각 요구 사항이 줄어들면 컴퓨터 소음을 줄이기가 더 쉬워진다. 에너지 소비가 낮으면 운영 비용도 저렴해지고 컴퓨터 전원 공급이 환경에 미치는 영향도 줄어든다(그린 컴퓨팅 참조). 온도 조절이 제한된 곳에 설치된 경우, 저전력 컴퓨터는 더 낮은 온도에서 작동하여 신뢰성이 향상될 수 있다. 온도 조절 환경에서는 직접적인 전력 사용 감소가 온도 조절 에너지 절약으로 이어질 수도 있다.
컴퓨팅 에너지 소비는 때때로 특정 벤치마크를 실행하는 데 필요한 에너지(예: EEMBC EnergyBench)로 측정되기도 한다. 표준 워크로드에 대한 에너지 소비 수치는 에너지 효율 개선의 효과를 더 쉽게 판단할 수 있게 한다.
성능이 ⁠operations/second⁠로 정의될 때, 와트당 성능은 ⁠operations/watt-second⁠로 쓸 수 있다. 와트가 ⁠joule/second⁠이므로, 와트당 성능은 ⁠operations/joule⁠로도 쓸 수 있다.

## 와트당 FLOPS

Green500 목록의 데이터에 기반한 슈퍼컴퓨터 와트당 성능의 기하급수적 성장. 빨간색 십자가는 가장 전력 효율적인 컴퓨터를, 파란색 십자가는 500위 컴퓨터를 나타낸다.

와트당 FLOPS는 일반적인 측정 단위이다. 이는 FLOPS (부동소수점 연산 초당) 측정 기준과 마찬가지로, 과학 계산 및 많은 부동소수점 계산을 포함하는 시뮬레이션에 주로 적용된다.

### 예시
2016년 06월 기준 현재 Green500 목록은 가장 효율적인 슈퍼컴퓨터 두 대를 가장 높게 평가하고 있다. 이 두 대는 모두 동일한 멀티코어 가속기 PEZY-SCnp 일본 기술과 인텔 제온 프로세서를 기반으로 한다. 두 대 모두 이화학연구소에 있으며, 최상위 컴퓨터는 6673.8 MFLOPS/와트이고, 3위는 중국 기술의 선웨이 타이후라이트 (훨씬 더 큰 기계로, TOP500에서 2위이며, 다른 컴퓨터들은 그 목록에 없다)로 6051.3 MFLOPS/와트를 기록했다.
2012년 6월, Green500 목록은 BlueGene/Q, Power BQC 16C를 와트당 FLOPS 면에서 TOP500에서 가장 효율적인 슈퍼컴퓨터로 평가했으며, 2,100.88 MFLOPS/와트를 기록했다.
2010년 11월, IBM 시스템인 Blue Gene/Q는 1,684 MFLOPS/와트를 달성했다.
2008년 6월 9일, CNN은 IBM의 로드러너 슈퍼컴퓨터가 376 MFLOPS/와트를 달성했다고 보도했다.
인텔 테라-스케일 연구 프로젝트의 일환으로, 팀은 16,000 MFLOPS/와트 이상을 달성할 수 있는 80코어 CPU를 생산했다. 이 CPU의 미래는 불확실하다.
4대의 듀얼 코어 애슬론 64 X2 3800+ 컴퓨터로 구성된 저가 데스크톱 비오울프 클러스터인 Microwulf는 58 MFLOPS/와트로 작동한다.
칼레이는 25,000 MFLOPS/와트를 달성하는 256코어 VLIW CPU를 개발했다. 차세대 제품은 75,000 MFLOPS/와트를 달성할 것으로 예상된다. 하지만 2019년 현재 임베디드용 최신 칩은 80코어이며 20W에서 최대 4 TFLOPS를 주장한다.
아답테바는 75 GFLOPS/와트를 목표로 하는 1024코어 64비트 RISC 프로세서인 Epiphany V를 발표했지만, 나중에 Epiphany V가 상용 제품으로 출시될 가능성이 "낮다"고 발표했다.
미국 특허 10,020,436호(2018년 7월)는 100, 300, 600 GFLOPS/와트의 세 가지 구간을 주장한다.

## GPU 효율성
그래픽 처리 장치 (GPU)는 에너지 사용량이 계속 증가하고 있는 반면, CPU 설계자들은 최근 와트당 성능 향상에 주력하고 있다. 고성능 GPU는 많은 전력을 소비할 수 있으므로 GPU 전력 소비를 관리하기 위한 지능적인 기술이 필요하다. 3DMark2006 점수 대 와트와 같은 측정은 보다 효율적인 GPU를 식별하는 데 도움이 될 수 있다. 그러나 이는 덜 까다로운 작업을 수행하는 데 많은 시간을 보내는 일반적인 사용 환경에서의 효율성을 적절하게 반영하지 못할 수 있다.
최신 GPU에서는 에너지 사용이 달성할 수 있는 최대 컴퓨팅 성능에 중요한 제약이 된다. GPU 설계는 일반적으로 확장성이 뛰어나 제조사가 동일한 비디오 카드에 여러 칩을 넣거나 여러 비디오 카드를 병렬로 작동시킬 수 있다. 어떤 시스템의 최대 성능은 기본적으로 시스템이 끌어올 수 있는 전력량과 방출할 수 있는 열량에 의해 제한된다. 결과적으로 GPU 설계의 와트당 성능은 해당 설계를 사용하는 시스템의 최대 성능에 직접적으로 연결된다.
GPU는 일부 범용 계산에도 사용될 수 있으므로, 때로는 와트당 FLOPS와 같이 CPU에 적용되는 용어로 성능이 측정되기도 한다.

## 과제
와트당 성능은 유용하지만, 절대적인 전력 요구 사항도 중요하다. 와트당 성능이 향상되었다는 주장은 전력 요구 사항 증가를 숨기는 데 사용될 수 있다. 예를 들어, 최신 세대 GPU 아키텍처가 와트당 더 나은 성능을 제공할 수 있지만, 지속적인 성능 증가는 효율성 향상을 상쇄하고 GPU는 계속해서 많은 전력을 소비한다.
고부하 상태에서 전력을 측정하는 벤치마크는 일반적인 효율성을 적절하게 반영하지 못할 수 있다. 예를 들어, 3DMark는 GPU의 3D 성능을 강조하지만, 많은 컴퓨터는 대부분의 시간을 덜 강렬한 디스플레이 작업(유휴, 2D 작업, 비디오 표시)을 수행하는 데 보낸다. 따라서 그래픽 시스템의 2D 또는 유휴 효율성은 전반적인 에너지 효율성에 적어도 그만큼 중요할 수 있다. 마찬가지로, 대부분의 시간을 대기 또는 소프트 오프 상태로 보내는 시스템은 부하 상태에서의 효율성만으로는 적절하게 특성화되지 않는다. 이를 해결하기 위해 SPECpower와 같은 일부 벤치마크는 일련의 부하 수준에서 측정치를 포함한다.
전압 조정기와 같은 일부 전기 부품의 효율성은 온도가 증가함에 따라 감소하므로 사용되는 전력이 온도에 따라 증가할 수 있다. 전원 공급 장치, 마더보드 및 일부 비디오 카드는 이에 영향을 받는 하위 시스템 중 일부이다. 따라서 전력 소모는 온도에 따라 달라질 수 있으며, 측정 시 온도 또는 온도 의존성을 기록해야 한다.
와트당 성능은 일반적으로 전체 수명 주기 비용을 포함하지 않는다. 컴퓨터 제조는 에너지 집약적이고, 컴퓨터는 종종 상대적으로 짧은 수명을 가지므로, 생산, 유통, 폐기 및 재활용에 관련된 에너지와 재료는 종종 비용, 에너지 사용 및 환경 영향의 상당 부분을 차지한다.
컴퓨터 주변 환경의 온도 조절에 필요한 에너지는 종종 전력 계산에 포함되지 않지만, 상당할 수 있다.

## 기타 에너지 효율 측정
SWaP (공간, 와트 및 성능)는 썬 마이크로시스템즈의 데이터 센터 측정 지표로, 전력과 공간을 통합한다.
{\displaystyle \mathrm {SWaP} ={\frac {\mathrm {Performance} }{\mathrm {Space} \cdot \mathrm {Power} }}}
여기서 성능은 적절한 벤치마크로 측정되고, 공간은 컴퓨터의 크기이다.
전력, 질량 및 부피 감소는 우주 비행 컴퓨터에도 중요하다.

## 같이 보기
에너지 효율성 벤치마크
- 평균 CPU 전력 (ACP) –  여러 표준 벤치마크를 실행할 때의 전력 소비 측정
- EEMBC –  에너지벤치
- SPECpower –  자바를 실행하는 웹 서버를 위한 벤치마크 (줄당 서버 측 자바 연산)

기타
- 데이터 센터 인프라 효율 (DCIE)
- 에너지 비례 컴퓨팅
- IT 에너지 관리
- 쿠미의 법칙
- 란다우어의 원리
- 저전력 전자공학
- 전력 사용 효율성 (PUE)
- 프로세서 전력 소모

## 추가 자료
- Wu-Chun Feng (October 2003). 《Making a case for Efficient Supercomputing》. 《ACM Queue》 1.
- Kirk W. Cameron (November 2013). 《HPC Power Efficiency and the Green500》. 《HPC Wire》 27.
- Wu-Chun Feng and Kirk W. Cameron (December 2007). 《The Green500 List: Encouraging Sustainable Supercomputing》. 《IEEE Computer》 40.